# Adrien Baillet
Adrien Baillet (13 de junio de 1649 – 21 de enero de 1706) fue un teólogo y crítico literario francés. Es conocido por ser un biógrafo de René Descartes.

## Biografía
Nació en La Neuville-en-Hez, cerca de Beauvais, en la región de Picardía, Francia. Nacido en una familia pobre, sus padres solo pudieron enviarlo a una pequeña escuela en el pueblo, aunque aprendió algo de latín de los frailes de un convento cercano. Baillet  recibió una esmerada educación en el seminario teológico y fue nombrado posteriormente profesor en el colegio de Beauvais. En 1676 fue ordenado sacerdote y fue presentado en una pequeña vicaría en Méru. Luego, fue canónigo en Beaumont-les-Nonains.
Insatisfecho de su vida, parte a París, donde en 1680 fue nombrado bibliotecario de François-Chrétien de Lamoignon, abogado general en el Parlamento de París. Lector insaciable, adquiere un vasto saber mientras elaboraba un catálogo razonado en 32 folios de su biblioteca. 
A partir de entonces, empieza a producir obras de erudición, consagradas en su mayor parte a la historia y a la religión. El resto de su vida la pasó en incesante trabajo; tan viva era su devoción al estudio que se permitió solo cinco horas al día para el descanso. De salud mediocre y debilitado por un exceso de estudio y austeridad, falleció prematuramente en 1706.

## Obras
- Jugement des savants sur les principaux ouvrages des auteurs, 1685-1686, 9 volúmenes (tomo 1 - 1725) (tomo 3 - 1725) (tomo 5 - 1722).
- Des Enfants devenus célèbres par leurs études et par leurs écrits, 1688.
- Des Satires personnelles, traité historique et critique de celles qui portent le titre d'Anti, 1689, 2 volúmenes.
- Auteurs déguisés sous des noms étrangers, empruntés, supposés, faits à plaisir, chiffrés, renversés, retournés ou changés d'une langue en une autre, 1690
- Histoire de la Hollande, depuis la trêve de 1600, où finit Grotius, jusqu'à notre temps, 1690, 4 volúmenes.
- Vie de Descartes, 1691, 2 volúmenes.
- Vie de Richer, 1693.
- Dévotion à la Vierge et le culte qui lui est dû, 1694.
- Les vies des saints, composées sur ce qui nous est resté de plus authentique et de plus assuré dans leur histoire, 1701, 3 volúmenes (tomo 9 - 1739).
- Histoire des démêlés du pape Boniface VIII avec Philippe le Bel, roi de France, 1717.
- Histoire des festes mobiles dans l'Eglise, suivant l'ordre des Dimanches & des Feries de la Semaine. París: Chez Jean de Nully, 1703. 2 volúmenes: I (580 pp) II (799 pp).

El primero es el más celebrado y útil de todas sus obras; aunque su biografía de Descartes es una mina de información sobre el filósofo y su obra. Al momento de su muerte, estaba escribiendo un Dictionnaire universelle ecclésiastique. 
Su Jugement des savants generó un gran revuelo por ser demasiado favorable a las tesis jansenistas. Sus problemas con los bolandistas tomaron un giro aún más serio cuando se permitió poner en duda los dogmas (aún no proclamados por el Papa de la época) de la Inmaculada Concepción y de la Asunción en un libro titulado Dévotion à la Vierge, el cual fue rápidamente incluido en el Index librorum prohibitorum. Gran parte de su Vies des saints corrió la misma suerte, porque eliminó todos los milagros que no le parecían verdaderos y se acercó peligrosamente a las doctrinas reformistas. 
M. de la Monnoye publicó una versión revisada de Jugements des savants sur les priucipaux ouvrages des auteurs (1685), Des auteurs déguisés (1690) y Des enfants célèbres (1688), en un libro que contenía además Anti-Bailet (1690) de Gilles Ménage y una introducción titulada «Abrégé de la vie de M. Baillet». Esta edición contó con cuatro volúmenes publicados en París (1722) y Ámsterdam (1725).